# みおつくし債
みおつくし債（みおつくしさい）は大阪市が発行する住民参加型市場公募地方債（通称「ミニ公募債」）である。

## 概要
- みおつくし債は2002年（平成14年）に発行を開始。毎年度2回発行されており2010年末で18回発行されている。
- 償還期間は5年で、表面利率は個人向け国債（固定5年）の基準金利等を参考に決定する。発行価格は額面100円あたり100円00銭であるため表面利率がそのまま応募者利回りとなる。また、利子は半年ごとに支払われ、償還日には一括償還される。
- 発行額は1回の募集につき50億円である。（平成14年度第1回は20億円）
- 購入は個人のほか法人・団体も可能であり、大阪市外に居住する者も購入することができる。
- 購入単位は1万円であり、購入限度額は3,000万円までとなっている。

## 発行実績
発行実績は下記の通りである。また、集められた資金を充てた事業も併記する。
| 回号            | 表面利率 （％） | 募集期間             | 発行日   | 対象事業                                                 |
| --------------- | --------------- | -------------------- | -------- | -------------------------------------------------------- |
| 平成14年度第1回 | 0.32            | 10月7日から10月18日  | 10月31日 | 道路、都市交通網、上下水道の整備など                     |
| 平成14年度第2回 | 0.30            | 2月24日から3月7日    | 3月26日  | 道路、都市交通網、上下水道の整備など                     |
| 平成15年度第1回 | 0.20            | 5月26日から6月6日    | 6月26日  | 都市施設整備事業費                                       |
| 平成15年度第2回 | 0.70            | 11月19日から12月5日  | 12月18日 | 道路・橋梁事業、電線類地中化事業                         |
| 平成16年度第1回 | 0.62            | 5月20日から6月1日    | 6月15日  | 道路・橋梁事業、港湾整備事業                             |
| 平成16年度第2回 | 0.66            | 11月11日から11月29日 | 12月13日 | 高速鉄道助成・出資事業                                   |
| 平成17年度第1回 | 0.52            | 5月19日から6月1日    | 6月15日  | 道路・橋梁事業                                           |
| 平成17年度第2回 | 0.94            | 11月10日から11月24日 | 12月7日  | 高速鉄道助成事業、高速鉄道出資事業                       |
| 平成18年度第1回 | 1.48            | 5月18日から5月30日   | 6月8日   | 借換債                                                   |
| 平成18年度第2回 | 1.40            | 11月16日から11月30日 | 12月12日 | 高速鉄道整備事業                                         |
| 平成19年度第1回 | 1.36            | 5月16日から5月29日   | 6月11日  | 借換債                                                   |
| 平成19年度第2回 | 1.20            | 11月9日から11月26日  | 12月5日  | 街路整備事業、高速鉄道助成事業、高速鉄道出資事業         |
| 平成20年度第1回 | 1.50            | 5月16日から5月30日   | 6月10日  | 都市施設整備事業費                                       |
| 平成20年度第2回 | 1.16            | 12月4日から12月18日  | 12月25日 | 都市施設整備事業（道路、都市交通網、上下水道の整備など） |
| 平成21年度第1回 | 1.02            | 6月4日から6月18日    | 6月25日  | 借換債                                                   |
| 平成21年度第2回 | 0.62            | 12月3日から12月17日  | 12月25日 | 道路、都市交通網、上下水道整備等                         |
| 平成22年度第1回 | 0.56            | 6月3日から6月17日    | 6月25日  | 道路、都市交通網、上下水道の整備など                     |
| 平成22年度第2回 | 0.52            | 12月3日から12月17日  | 12月24日 | 都市施設整備事業                                         |

## 取扱金融機関
取扱金融機関は下記の通りである。（平成22年度第2回発行分）
- 三菱UFJ銀行
- みずほ銀行
- 野村證券
- 日興コーディアル証券
- コスモ証券
- 三菱UFJモルガン・スタンレー証券
- SMBCフレンド証券
- 岡三証券
- 三井住友銀行
- りそな銀行
- 大和証券
- みずほ証券
- みずほインベスターズ証券
- 東海東京証券
- 丸三証券